# Ducado de Arévalo del Rey

Armas ancestrales de Manuel de Villena

El ducado de Arévalo del Rey es un título nobiliario español, con Grandeza de España, concedido por el rey Alfonso XIII a Arturo Pardo y Manuel de Villena, I barón de Monte Villena, el 15 de abril de 1903, mediante decreto, y el 18 de mayo de ese mismo año por real despacho.

## Listado de duques de Arévalo del Rey
|                                     | Titular                                             | Periodo                             |
| Creación por Alfonso XIII de España | Creación por Alfonso XIII de España                 | Creación por Alfonso XIII de España |
| ----------------------------------- | --------------------------------------------------- | ----------------------------------- |
| i                                   | Arturo de Pardo y Manuel de Villena                 | 1903–1907                           |
| ii                                  | Carlos Pardo-Manuel de Villena y Jiménez            | 1908–1945                           |
| iii                                 | Arturo Alfonso Pardo-Manuel de Villena y Verástegui | 1952–2005                           |
| iv                                  | María Consuelo Pardo-Manuel de Villena y Verástegui | 2005–2006                           |
| v                                   | Juan Pablo de Lojendio y Pardo-Manuel de Villena    | 2006–presente                       |

## Historia
Desde el siglo XIX que la madre del i duque, María Isabel Manuel de Villena y Álvarez de las Asturias, buscaba rehabilitar el antiguo ducado de Arévalo para su primogénito Arturo, alegando que en el siglo XV dicha villa había sido un feudo de los Manuel de Villena. Estos intentos encontraron la oposición del alcalde de Arévalo, que sostuvo que en dicho siglo el territorio ya era de realengo, y del duque de Abrantes, jefe de la casa de Zúñiga y por tanto emparentado con los antiguos duques de la villa.
Sin embargo, el monarca Alfonso XIII no atendió las quejas y el 18 de mayo de 1903 hizo un real despacho nombrando a Arturo de Pardo i duque de Arévalo del Rey, título asignado para diferenciarlo del viejo título de duque de Arévalo.
- Arturo Pardo y Manuel de Villena (1870-1907), i duque de Arévalo del Rey, i barón de Monte Villena; fue hijo de María Isabel Manuel de Villena y Álvarez de las Asturias y de Arturo Pardo de Inchausti, condes de Vía Manuel.[nota 1]

Casó con María del Consuelo Jiménez y Arenzana, iii marquesa de Casa Jiménez, ii vizcondesa de Torre Almiranta. Tuvo seis hijos:
1. Carlos Pardo-Manuel de Villena y Jiménez.
2. María Mercedes Pardo-Manuel de Villena y Jiménez.
3. María Consuelo Pardo-Manuel de Villena y Jiménez.
4. Carmen Pardo-Manuel de Villena y Jiménez.
5. María del Pilar Pardo-Manuel de Villena y Jiménez (1906 - 10 de diciembre de 1985)
6. María Antonia Pardo-Manuel de Villena y Jiménez

Le sucedió su primogénito Carlos:
- Carlos Pardo-Manuel de Villena y Jiménez (1900-1945), ii duque de Arévalo del Rey (desde 1907), x conde de Vía Manuel (desde 1929), ii barón de Monte Villena (desde 1908), gentilhombre grande de España con ejercicio y servidumbre del rey Alfonso XIII.[2]

Casó con Soledad Verástegui y Carroll. Tuvo por hijos a:
1. Carlos Pardo-Manuel de Villena y Verástegui, que recibió el condado de Vía Manuel.
2. María Consuelo Pardo-Manuel de Villena y Verástegui, que recibió el marquesado de Vellisca y la baronía de Monte Villena.
3. María Isabel Pardo-Manuel de Villena y Verástegui, que recibió de su hermana la baronía de Monte Villena.
4. Arturo Pardo-Manuel de Villena y Verástegui, que recibió el ducado de Arévalo del Rey.

- Arturo Pardo-Manuel de Villena y Verástegui, iii duque de Arévalo del Rey.

Casó con María Consolación Elisa Carpio y Vázquez. Falleció en 2005 sin descendencia. Le sucedió su hermana:
- María Consuelo Pardo-Manuel de Villena y Verástegui, iv duquesa de Arévalo del Rey, x marquesa de Vellisca, iii baronesa de Monte Villena (título que cedió a su hermana María Isabel).[4]

Casó con Juan Pablo de Lojendio e Irure, embajador de España en varios países de Europa y América. El 10 de febrero de 2006 le sucedió su hijo primogénito (disposición aparecida en el Boletín Oficial Español el viernes 3 de marzo):
- Juan Pablo de Lojendio y Pardo-Manuel de Villena (n. 1950), v duque de Arévalo del Rey y actual titular, caballero de Honor y Devoción de la Soberana Orden de Malta, abogado.[7]

Casó con María del Rosario Pérez-Yarza y Márquez.